# Rajania porulosa
Rajania porulosa är en enhjärtbladig växtart som beskrevs av Reinhard Gustav Paul Knuth. Rajania porulosa ingår i släktet Rajania och familjen Dioscoreaceae. Inga underarter finns listade i Catalogue of Life.